# Farnhamville
Farnhamville is een plaats (city) in de Amerikaanse staat Iowa, en valt bestuurlijk gezien onder Calhoun County en Webster County.

## Demografie
Bij de volkstelling in 2000 werd het aantal inwoners vastgesteld op 430. In 2006 is het aantal inwoners door het United States Census Bureau geschat op 381, een daling van 49 (-11,4%).

## Geografie
Volgens het United States Census Bureau beslaat de plaats een oppervlakte van 1,7 km², geheel bestaande uit land. Farnhamville ligt op ongeveer 348 m boven zeeniveau.

## Plaatsen in de nabije omgeving
De onderstaande figuur toont nabijgelegen plaatsen in een straal van 16 km rond Farnhamville.